# 金色降落伞
金色降落伞（英語：Golden Parachute，又譯黃金降落傘），是一种补偿协议，它规定在目标公司被收购的情况下，公司高层管理人员无论是主动还是被迫离开公司，都可以得到一笔巨额安置补偿费用，金额高的会达到数千万甚至数亿美元，因此使收购方的收购成本增加，成为抵御恶意收购的一种防御措施。但其弊端是，巨额补偿有可能诱导管理层低价出售企业。
其他抵御恶意收购的措施还有股份回购、白衣骑士、毒丸防禦、银色降落伞、皇冠上珠寶、焦土战术、帕克门、超级多数条款等等。